# Lin Li (zwemster)
Lin Li (Nantong, 9 oktober 1970) is een Chinees zwemster.

## Biografie
Tijdens de  Aziatische Spelen 1990 won Lin vier titels.
In 1991 werd Lin wereldkampioene op de 200m en 400m wisselslag.
Qian behaalde haar grootste succes met het winnen van olympische goud in 1992 met een wereldrecord op de 200m wisselslag. Op dezelfde spelen won Lin de zilveren medaille op de 200m schoolslag en de 400m wisselslag.
Vier jaar later tijdens de spelen van Atlant won Lin de bronzen medaille op de 200m wisselslag.

## Internationale toernooien
| Jaar | OS                                                                     | WK                                                                         | Pan Pacs                                               | AS                                                                                |
| ---- | ---------------------------------------------------------------------- | -------------------------------------------------------------------------- | ------------------------------------------------------ | --------------------------------------------------------------------------------- |
| 1988 | 11e 200m schoolslag 7e 200m wisselslag 7e 400m wisselslag              |                                                                            |                                                        |                                                                                   |
| 1989 |                                                                        |                                                                            | 6e 100m rugslag · 200m wisselslag · 400m rugslag       |                                                                                   |
| 1990 |                                                                        |                                                                            |                                                        | 100m rugslag · 200m rugslag · 200m schoolslag · 200m wisselslag · 400m wisselslag |
| 1991 |                                                                        | 22e 200m rugslag · 15e 200m schoolslag · 200m wisselslag · 400m wisselslag | 8e 200m rugslag · 8e 200m wisselslag · 400m wisselslag |                                                                                   |
| 1992 | 12e 200m rugslag · 200m schoolslag · 200m wisselslag · 400m wisselslag |                                                                            |                                                        |                                                                                   |
| 1993 |                                                                        |                                                                            |                                                        |                                                                                   |
| 1994 |                                                                        |                                                                            |                                                        | 400m wisselslag                                                                   |
| 1995 |                                                                        |                                                                            |                                                        |                                                                                   |
| 1996 | 200m wisselslag                                                        |                                                                            |                                                        |                                                                                   |

1968: Claudia Kolb ·
1972: Shane Gould ·
1984: Tracy Caulkins ·
1988: Daniela Hunger ·
1992: Lin Li ·
1996: Michelle Smith ·
2000: Jana Klotsjkova ·
2004: Jana Klotsjkova ·
2008: Stephanie Rice ·
2012: Ye Shiwen ·
2016: Katinka Hosszú ·
2020: Yui Ohashi ·
2024: Summer McIntosh